# Arsenicum album

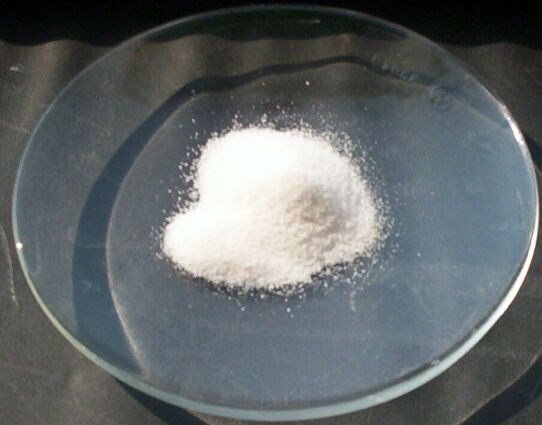
Vit arsenik

Arsenicum album, vit arsenik (arseniktrioxid) är en av de äldsta och mest använda homeopatiska läkemedel. Symtom som är karaktäristiska för Arsenicum album är utmattning, ångest och rastlöshet och att besvären blir sämre efter midnatt. Sjukdomstillstånd som behandlas både antroposofiskt och homeopatiskt är allergiska besvär såsom hösnuva, rinit (rinnande näsa), men också hjärtsvikt.